# إنفاتو
إنفاتو (بالإنجليزية: Envato) هي شركه أسترالية تأسست عام 2006، وتتكون من أسواق رقمية تبيع مكونات للمهن الإبداعية مثل التصميم الجرافيكي وتصميم الويب وإنتاج الفيديو عبر الإنترنت، وفقًا لمعلوماتها الخاصة، كان لدى انفاتو حوالي 7 ملايين فرد من أفراد المجتمع في عام 2016، وفقًا دل وإحصاءات شركة أليكسا، فإن السوق الأكثر نشاطًا «ثيم فورست» (اعتبارًا من أبريل 2018) ضمن 570 موقع الإنترنت الأكثر زيارة في العالم.

## منصات إنفاتو
يقدم سوق انفاتو وسائط رقمية لاستخدامها في المشاريع الإبداعية، يشمل النطاق الآن أكثر من ثمانية ملايين منتج رقمي تم إنشاؤها بواسطة شبكة عالمية تضم أكثر من ستة ملايين مصمم جرافيك ومطور ومصور ومصمم ومنتجي فيديو ويتم بيعها في الأسواق المخصصة التالية:

### ثيم فورست
توفر السمات وقوالب مواقع الويب للعديد من أنظمة إدارة المحتوى، بما في ذلك ووردبريس وجوملا ودروبال، في أغسطس 2014، كان نطاق ثيم فورست من بين أفضل 100 موقع ويب الأكثر زيارة في العالم لموقع أليكسا.

### كود يكانيون
توفر المكونات الإضافية والبرامج النصية والتعليمات البرمجية للأنظمة الأساسية وأنظمة التشغيل مثل ووردبريس، إتش تي إم إل 5، بي إتش بي، جافا سكريبت، بوتستراب، آي أو إس، أندرويد.

### فيديو هايف
توفر ما يسمى لقطات الأسهم ومقاطع الفيديو والصور المتحركة والرسوم المتحركة والقوالب لـ أدوبي أفتر إفكتس، وأبل موشن، وتهدف إلى إنتاج الفيديو.

### صوت جانجل
يحتوي سوق جانجل على موسيقى ومؤثرات صوتية لمشاريع الأفلام والألعاب والمقطورة والويب والإعلان والراديو.

### جرافيك ريفر
يوفر جرافيك ريفر رسومات وتوضيحات ورموز وقوالب للصحف والملصقات والمجلات واللافتات وعروض الشرائح.

### فوتودون
في حين أن جرافيك ريفر مخصص للصور التي تم إنشاؤها بواسطة الكمبيوتر، فإن فوتودون يقدم صورًا من مجالات التكنولوجيا والأعمال والطعام والسفر واللياقة البدنية، من بين أمور أخرى.

### ثري دي اوشن
توفر ثري دي اوشن نماذج ثلاثية الأبعاد، وخلفيات، وطبقات ومكونات إضافية لصناعة ألعاب الفيديو والرسوم المتحركة.

### اكتيفدين
تم بيع ملفات الفلاش والرسوم المتحركة على اكتيفدين حتى نهاية عام 2015. في 21 سبتمبر 2015، أعلنت شركة إنفاتو أنها ستتوقف عن خدمة اكتيفدين (المعروفة سابقًا باسم فلاش دينFlashDen) وبالتالي كانت أول سوق للشبكة.

### إنفاتو توتس بلس
يقدم إنفاتو توتس بلس دورات عبر الإنترنت ومقاطع فيديو تعليمية لتطوير الويب والتصميم والتكوين والتصوير وإنتاج الفيديو والموسيقى ومجالات الوسائط المتعددة الأخرى، منذ إنشائها، تدعي المنصة أنها ساعدت أكثر من مائتين وخمسين مليون طالب.

### إنفاتو استوديو
إنفاتو استوديو هو سوق عبر الإنترنت للخدمات الرقمية، تم تقديمه في أبريل 2013 تحت اسم مايكرولانسر (Microlancer) وأعيد تسميته إلى إنفاتو استوديو بعد عام، توفر المنصة خدمات مثل تصميم الشعار والتسويق المؤسسي وعبر الإنترنت وووردبريس والتصميم الجرافيكي وإنتاج الفيديو والرسوم المتحركة وتطوير التجارة الإلكترونية ونظام إدارة المحتوى وتطوير التطبيقات وإنشاء مواقع الويب والبرمجة. ينشر المؤلفون المستقلون الأسعار الأساسية والنطاق ووقت الإنشاء للخدمات التي يقدمونها.

### إنفاتو سايتس
منشئ مواقع الويب المزعوم الذي يستخدم قوالب الويب من مؤلفي سوق انفاتو.

### إنفاتو إليمنتس
هو سوق يوفر للوكالات المشتركة والمصممين وفناني الجرافيك أدوات ومواد لعملهم. من بين أشياء أخرى، يتم تقديم الخطوط والرسومات وموقع الويب وقوالب أنظمة إدارة المحتوى، تمت الإشارة إلى إنفاتو إليمنتس لأول مرة في 4 نوفمبر 2015، في مدخل منتدى بعنوان فرصة جديدة لمؤلفي جرافيك ريفر. تم إصدار المنصة في 23 ديسمبر من نفس العام.

### استضافة إنفاتو
هي خدمة «الكل في واحد»، بالإضافة إلى السمة، يتم أيضًا تقديم الاستضافة، وحجز المجال، والدعم، ونقل الخادم، وتركيب السمة، والنسخ الاحتياطي الآلي وتخفيض 10٪ على المنتجات من إنفاتو استوديو تم تقديم استضافة إنفاتو في نوفمبر 2016 بعدد يمكن التحكم فيه من السمات، ولكنه نما بسرعة. في يونيو 2017، قدمت استضافة إنفاتو عملية تصنيف جديدة يشارك فيها أكثر من ثلاثين مؤلفًا متميزًا لموضوعات ووردبريس.

## وصلات خارجية
الموقع الرسمي